# Lista de deputados estaduais da Paraíba da 10.ª legislatura
Esta é a lista de deputados estaduais da Paraíba para a legislatura 1983–1987. Nas eleições estaduais, foram eleitos 36 deputados estaduais. 

## Composição das bancadas
| Partido | Líder           | Bancada | Posição  |
| ------- | --------------- | ------- | -------- |
| PDS     | Afrânio Bezerra | 24 / 36 | Governo  |
| PMDB    | Marcus Odilon   | 12 / 36 | Oposição |

## Deputados Estaduais
Na disputa pelas trinta e seis vagas da Assembleia Legislativa da Paraíba, o PDS conquistou vinte e quatro vagas e o PMDB doze.
| Deputados estaduais eleitos | Partido | Votação | Percentual | Cidade onde nasceu   | Unidade federativa  |
| Afrânio Bezerra             | PDS     | 41.609  | 5.08%      | João Pessoa          | Paraíba             |
| Marcus Odilon               | PMDB    | 28.189  | 3,44%      | Santa Rita           | Paraíba             |
| José Lacerda Neto           | PDS     | 26.614  | 3,25%      | São José de Piranhas | Paraíba             |
| Evaldo Gonçalves            | PDS     | 25.085  | 3,06%      | São João do Cariri   | Paraíba             |
| José Soares Madruga         | PDS     | 24.088  | 2,94%      | Itaporanga           | Paraíba             |
| Vani Braga                  | PDS     | 21.177  | 2,58%      | Conceição            | Paraíba             |
| José Luiz Júnior            | PMDB    | 21.075  | 2,57%      | Bezerros             | Pernambuco          |
| Assis Camelo                | PDS     | 20.894  | 2,55%      | Bayeux               | Paraíba             |
| Fernando Milanez            | PDS     | 20.132  | 2,46%      | João Pessoa          | Paraíba             |
| Múcio Sátyro                | PDS     | 19.435  | 2,37%      | Patos                | Paraíba             |
| Roberto Paulino             | PMDB    | 18.359  | 2,24%      | Guarabira            | Paraíba             |
| Egídio Madruga              | PDS     | 17.704  | 2,16%      | Pedras de Fogo       | Paraíba             |
| Waldir Bezerra              | PMDB    | 17.582  | 2,15%      | Campina Grande       | Paraíba             |
| João Ribeiro                | PDS     | 17.105  | 2,09%      | Santa Rita           | Paraíba             |
| Aloysio Pereira Lima        | PDS     | 16.786  | 2,05%      | Lagoa Seca           | Paraíba             |
| Aércio Pereira              | PDS     | 16.619  | 2,03%      | Pombal               | Paraíba             |
| Nilo Feitosa                | PDS     | 16.129  | 1,97%      | Monteiro             | Paraíba             |
| Carlos Dunga                | PDS     | 16.047  | 1,96%      | Pombal               | Paraíba             |
| Raimundo Doca Gadelha       | PDS     | 15.491  | 1,89%      | Solânea              | Paraíba             |
| José Fernandes de Lima      | PMDB    | 15.020  | 1,83%      | Mamanguape           | Paraíba             |
| Jório Machado               | PMDB    | 14.780  | 1,80%      | Itaporanga           | Paraíba             |
| Manoel Gaudêncio            | PDS     | 14.388  | 1,76%      | Campina Grande       | Paraíba             |
| Carlos Pessoa Filho         | PDS     | 14.285  | 1,74%      | Aroeiras             | Paraíba             |
| Chico Vieira                | PDS     | 14.243  | 1,74%      | Lagoa                | Paraíba             |
| Edivaldo Motta              | PMDB    | 13.926  | 1,70%      | Patos                | Paraíba             |
| Américo Maia                | PMDB    | 13.705  | 1,67%      | Catolé do Rocha      | Paraíba             |
| Clarence Pires              | PMDB    | 13.540  | 1,65%      | Sousa                | Paraíba             |
| Efraim Morais               | PDS     | 13.512  | 1,65%      | Santa Luzia          | Paraíba             |
| Ramalho Leite               | PMDB    | 13.285  | 1,62%      | Bananeiras           | Paraíba             |
| Judivan Cabral              | PDS     | 13.232  | 1,61%      | Aguiar               | Paraíba             |
| Orlando Almeida             | PMDB    | 13.062  | 1,59%      | Campina Grande       | Paraíba             |
| Francisco Evangelista       | PDS     | 13.058  | 1,59%      | Alexandria           | Rio Grande do Norte |
| Quirino de Moura            | PDS     | 12.890  | 1,57%      | Santa Helena         | Paraíba             |
| Atêncio Wanderley           | MDB     | 12.255  | 1,50%      | Paulista             | Paraíba             |
| Zé Lira                     | MDB     | 12.252  | 1,49%      | Teixeira             | Paraíba             |
| João Fernandes              | MDB     | 12.027  | 1,74%      | Boqueirão            | Paraíba             |
| Sócrates Pedro              | PDS     | 11.065  | 1,35%      | Campina Grande       | Paraíba             |